# Malte Krüger
Malte-Jannik Krüger (* 28. Januar 1993 in Elmshorn) ist ein deutscher Politiker (Bündnis 90/Die Grünen) und seit 2022 Mitglied im Schleswig-Holsteinischen Landtag.

## Leben und Beruf
Krüger machte 2009 seinen Realschulabschluss an der Fortuna Realschule in Glückstadt. 2012 folgte sein Abitur am Detlefsengymnasium Glückstadt. Von 2013 bis 2021 machte er seinen Bachelor und Master für Lehramt in den Fächern Wirtschaft & Politik und Deutsch an der Christian-Albrechts-Universität zu Kiel, wo er von 2016 bis 2018 Senator war, nachdem er zuvor bereits stellvertretender Senator war. Zudem war er Mitglied des Studierendenparlaments. Bis 2016 war er Mitglied im Zentralen Ausschuss für Lehrkräftebildung an der CAU. Seit 2014 ist er Stipendiat des Evangelischen Studienwerks Villigst und hatte während seines Studiums auch Auslandssemester an der Universität Kopenhagen und der New York University. Von 2017 bis 2022 war er studentische Hilfskraft bei der Grünen-Landtagsfraktion in Schleswig-Holstein. Seit 2018 studiert er an der CAU Kiel Internationale Politik und Internationales Recht. Seit 2021 ist er Aushilfslehrkraft in Itzehoe.

## Politische Tätigkeit
Krüger ist seit 2011 Mitglied der Grünen und war bis 2017 Mitglied im Landesvorstand der Grünen Jugend Schleswig-Holstein. Bis 2019 war er stellvertretender Landesvorsitzender von Bündnis 90/Die Grünen Schleswig-Holstein. Aktuell ist er Mitglied im Parteirat des Landesverbandes Schleswig-Holstein. Seit 2021 ist er Kreisvorsitzender seiner Partei in Steinburg.
Bei der Landtagswahl in Schleswig-Holstein 2022 erreichte er im Wahlkreis Mittelholstein mit 15,3 % der Erststimmen den dritten Platz. Er zog über Platz 14 der Landesliste seiner Partei in den Landtag ein. 

## Politische Positionen
Krüger hat seinen Schwerpunkt auf Bildungspolitik gelegt.

## Mitgliedschaften
Krüger war von 2008 bis 2011 Jugendgruppenleiter in Wewelsfleth. Danach war er bis 2012 Stammesleitung der evangelischen Pfadfinder St. Margarethen und Handball-Schiedsrichter für den MTV Herzhorn. Bis 2016 war er Mitglied des Kreisvorstandes der Jungen Europäischen Föderalisten (JEF) in Kiel. Bis Mai 2021 war er Mitglied der Synode der Evangelischen Kirche in Deutschland.

## Privates
Krüger lebt in Wewelsfleth.